# Ötödik keresztes hadjárat
Az ötödik keresztes hadjárat (1217–1221) a muszlim kézre került szentföldi területek visszafoglalására, a keresztes hadjáratok keretében indított háború.
A hadjáratot III. Ince pápa hirdette meg 1213-ban; finanszírozását és a kereszteseknek nyújtandó kiváltságokat a negyedik lateráni zsinat tárgyalta meg két évvel később. Az előkészületeket követően az első keresztes csapatok 1217 szeptemberében érkeztek meg Akkonba. A hadjárat 1217–18-as, első szakaszának legfontosabb résztvevői I. János jeruzsálemi király mellett II. András magyar és I. Hugó ciprusi király, továbbá VI. Lipót osztrák herceg voltak. E szakaszban a keresztesek három kisebb hadműveletet hajtottak végre: egy néhány napos katonai expedíciót Galileában, a tábori muszlim erődítmény sikertelen ostromát, valamint egy úgyszintén kudarcba fulladt behatolási kísérletet a Bekaa-völgybe. 1218 elején a ciprusi király meghalt, II. András hazaindult seregével. A második szakaszban a fríz hajókon érkező utánpótlással a keresztesek tavasszal a Nílus deltájában található, ajjúbida kézen lévő Damietta ostromára vállalkoztak. Augusztus végén elfoglalták a damiettai lánctornyot, ám ezután állóháború alakult ki, melyet súlyosbított a jeruzsálemi király és a pápai legátus, Pelagius Galvani közötti széthúzás, valamint a muszlim és a keresztény tábort egyaránt megtizedelő járvány. A keresztesek nem fogadták el al-Kámil egyiptomi szultán békeajánlatát; és 1219 novemberében végül bevették Damiettát. II. Frigyes német-római császár érkezésére várakozva csak 1221 júliusában láttak ismét támadáshoz: a Nílus mentén nyomultak be Egyiptomba, de a muszlimok a folyó áradását kihasználva kilátástalan helyzetbe kényszerítették őket. A szabad elvonulásért cserébe a kereszteseknek le kellett mondaniuk Damiettáról, és nyolc évre szóló fegyverszünetet kellett kötniük az egyiptomi szultánnal.

## Előzmények
Az első keresztes hadjárat eredményeként létrejött szentföldi keresztes államok létét folyamatos muszlim támadások veszélyeztették. Az államok között kitüntetett szerepet élvező Jeruzsálemi Királyság az összeomlás szélére került, amikor Szaladin egyiptomi szultán az 1187-es hattini csatában súlyos vereséget mért a keresztesekre, majd pedig bevette Jeruzsálemet. A nyugati katolikus egyház buzdítására és támogatásával újabb hadjáratok indultak a szent város és az elhódított területek visszafoglalására. III. Ince pápa a kudarccal végződött 1212-es gyermekek keresztes hadjárata után újabb szentföldi expedíció elindítását tervezte; a pápa ugyanis egyszerre látta a keresztes mozgalomban a Szentföld megőrzésének és az egyház megreformálásának lehetőségét, valamint annak eszközét, hogy visszaállítsa az egyház Nagy Szent Gergely pápa-kori dicsőségét. Ennek jegyében 1213. április 19–29. között kiadta Quia maior kezdetű enciklikáját, illetve két évvel későbbre összehívta a negyedik lateráni zsinatot. Enciklikájában a pápa hivatkozott arra a veszélyre, amelyet a Tábor-hegyen felépített muszlim erőd jelent Akkonra, a keresztesek kulcsfontosságú kikötőjére; s kedvező előjelként említette a hispániai reconquista döntő jelentőségű, 1212-es Las Navas de Tolosa-i győztes ütközetét, valamint a hidzsrától a Jelenések könyve alapján számított 666 év közelgő leteltét. A kereszt felvételét, a korábbi hadjáratok gyakorlatától eltérően, valamennyi világi hívőnek lehetővé tette; maguknak a kereszteseknek és azoknak, akik anyagilag támogatják a hadjáratot, bűnbocsánatot ígért.
Európa nagyhatalmait ekkor belpolitikai viszályok kötötték le: az angolok és a franciák hadban álltak egymással, mi több, Franciaországban zajlott a katharok elleni keresztes háború (1209–1229), Németországban a Hohenstaufok vetélkedtek a császári koronáért a Welfekkel, az Ibériai-félsziget uralkodóit a reconquista foglalta le. Thomas Van Cleve a keresztes hadjárat szempontjából „kedvezőtlennek” nevezi az európai helyzetet; Hans Eberhad Mayer szerint ugyanakkor a világi hatalmak beavatkozását elkerülni akaró, a keresztes hadjáratok fölött erősebb pápai irányításra törekvő III. Ince pápának kapóra jöttek az európai konfliktusok. James M. Powell azon a véleményen van, hogy részben pont a belviszályok ösztönözték a keresztes háborút: a pápa szándéka az volt, hogy a keresztények az egymás elleni küzdelem helyett egységben vonuljanak a muszlimok ellen.
A résztvevők toborzása a sorban az ötödik keresztes hadjáratra már 1213-ban, két évvel a negyedik lateráni zsinat előtt megkezdődött. A pápa a szervezés részleteit illetően Piem et Sanctum levelében adott utasításokat a procuratoroknak, vagyis azoknak, akik többek között toboroztak, biztosították a keresztet felvettek kiváltságait és a hívektől gyűjtött pénzt kezelték. A procuratorok nem feltétlenül tartoztak az egyházhoz, akadtak közöttük az egyetemekhez kötődők is. Franciaországban Courçoni Róbert pápai legátus fogott hozzá a keresztet felvenni vágyók szervezéséhez, azonban a francia előkelők és maga a király is panaszt emeltek a legátus túlbuzgósága ellen, mivel az a jelentkezők alkalmasságát figyelmen kívül hagyva öregek, nők és leprások jelentkezését is elfogadta, a csatlakozó vazallusokat pedig feloldozta hűbéresküjük alól. James Powell történész ugyanakkor felhívja a figyelmet arra, hogy a Courçoni Róbert elleni vádakat elsősorban az motiválta, hogy sértette a helyi egyházi vezetők vagy a király érdekeit, fennhatóságát. Powell továbbá rámutat, hogy a legátusnak a közkeletű vélekedéssel ellentétben nemcsak a tömegeket, hanem befolyásos főurakat is sikerült mozgósítania, például I. Henrik brabanti herceget, Hervé nerves-i grófot és IX. Hugó lusignani urat, La Marche grófját; igaz ugyanakkor, hogy a franciák a harmadik és a negyedik hadjárathoz képest így is lényegesen kisebb mértékben vettek részt a vállalkozásban. Flamand és holland földön Paderborni Olivér egyházfi viszont nagy sikereket ért el a lakosság buzdításában.
A lateráni zsinat első ülésén a pápa és a jeruzsálemi pátriárka is felszólalt a hadjárat érdekében. A zsinat megerősítette a kereszteseknek járó kiváltságokat és bűnbocsánatot. Az Ad liberandam bulla célkitűzése szerint a hadsereg gyülekezési helye Brindisi és Messina városa, keletre indulásának időpontja pedig 1217. június 1. volt. Az időzítés azért volt lényeges, mert az egyiptomi szultánnal kötött ötéves fegyverszünet 1217 júliusában járt le. 1216 tavaszától a kereszt felvételére sürgető prédikátorok járták a vidéket szerte Európában. Maga a pápa levélben tájékoztatta I. al-Ádil egyiptomi szultánt a közelgő hadjáratról, májusban pedig Perugiába utazott, ahol megpróbálta elsimítani Genova és Pisa viszályát, hogy mindkét itáliai kereskedőváros részt vállaljon a keresztesek tengeri szállításában. Az egyházfő azonban július 16-án váratlanul elhunyt. A két nappal később megválasztott III. Honoriusz folytatta elődje munkáját: I. János jeruzsálemi királynak bejelentette a keresztesek érkezését, míg az európai uralkodókat írásban szólította fel a hadjáratban való részvételre. A pápa felhívására kevesen válaszoltak. Az Alsó-Rajna vidékén ugyan kedvezően fogadták a hírt, de a pápa által remélt flotta kiállítása egyre csak késlekedett. II. Inge norvég király felvette a keresztet, de a következő tavasszal meghalt; az útnak indult skandináv sereg nem volt jelentős. A norvég uralkodóhoz hasonló Földnélküli János angol király esete: 1215 hamvazószerdáján letette a keresztes fogadalmat, ám a következő év októberében elhunyt. II. Frigyes német király, utóbb német-római császár hiába vette fel a keresztet még a lateráni zsinat évében, németországi ügyeinek rendezése érdekében pápai engedéllyel elhalasztotta az indulást. Az uralkodó két csapatot küldött a Szentföldre – 1220 nyarán egy nyolc gályából álló különítményt, majd 1221 tavaszán I. Lajos bajor herceggel egy nagyobb sereget –, ám ő maga egyelőre nem teljesítette fogadalmát, személyesen nem vett részt az ötödik keresztes hadjáratban.
A németek részéről ezenkívül I. Ottó meráni herceg és Ekbert bambergi püspök, valamint a münsteri és az utrechti püspök, a hennebergi és az öttingeni gróf személyében további egyházi és világi előkelők vonultak hadba, körülbelül a magyar királlyal egy időben.
Az Apostoli Szentszék korábban 30 000 font ezüstöt különített el szentföldi felhasználás céljára; a zsinat után további 3000 márka ráfordítást, illetve a római keresztesek felszerelésének és szállításának költségeit vállalta. A római katonák 1218 folyamán, Pelagius Galvani pápai legátus vezénylete alatt kapcsolódtak be a harcokba. A lateráni zsinat egyébként az egész papságot a következő három évben huszad fizetésére kötelezte, a kereszteseket viszont felmentette az adó- és vámfizetés alól, hiteleikre törlesztési moratóriumot rendelt, birtokaikat a hadjárat idejére az egyház védelme alá helyezte.
A keresztesek 1218-ban a Szentföldre érkező második hullámát, a pápa római katonáin túl, főként franciák és kisebb számban angolok alkották. Legrangosabb világi vezetőik Hervé nerves-i gróf és IX. Hugó lusignani úr, La Marche grófja voltak, míg az egyház II. Vilmos bordeaux-i érsek, továbbá Párizs, Laon és Angers püspöke személyében képviseltette magát a seregben. A francia–angol csapat szállításában a genovaiak működtek közre, költségeit a francia papságtól beszedett huszadból finanszírozták.
IV. György grúz király katonai támogatást ígért – Pelagius Galvani legátus a pápának küldött levelében hivatkozott is arra, hogy reménykedett a grúzok együttműködésében, a mongol hódítás miatt azonban Grúzia nem tudott bekapcsolódni a háborúba.

### II. András magyar király és a kereszt felvétele

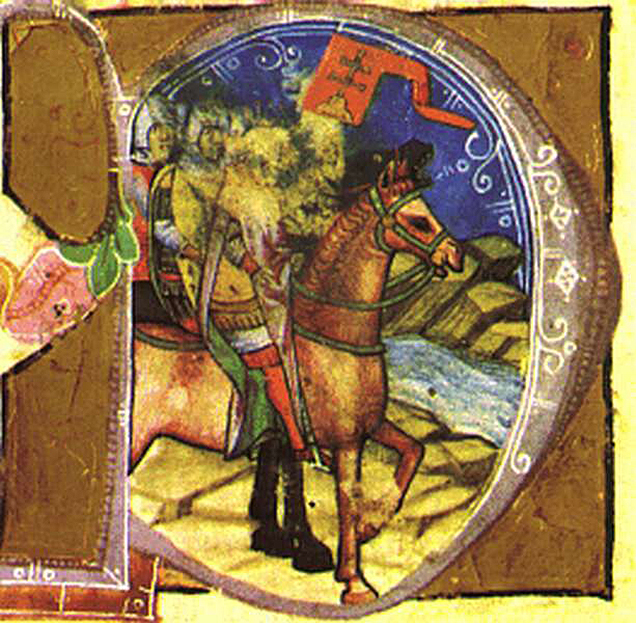
II. András király keresztes hadjáraton (Képes krónika)

Az ötödik keresztes hadjáratig Magyarország nem vett részt a keresztes háborúkban, noha területén több alkalommal áthaladtak a Szentföldre tartó seregek. III. Béla magyar király 1189-ben a harmadik keresztes háborúba küldött ugyan egy egységet I. Frigyes német-római császárral, de amikor a németek elkezdték fontolgatni Bizánc elfoglalását, a magyar uralkodó hazarendelte katonáit. James Ross Sweeney történész szerint a keresztes háborúk magyarországi megítélésének alakulásában sokat számított I. László 1192-es szentté avatása: a keresztény szent és katona-király a korban „nem lehetett más, mint keresztes vitéz”. 1195 körül III. Béla király keresztes fogadalmat tett; ennek teljesítését második fiától, Andrástól várta, és ennek megfelelően rá hagyta a hadjáratra gyűjtött pénzt is. III. Béla fogadalmának egyháztörténeti jelentősége, hogy III. Ince pápa Licet universis… határozatával a magyar királyra hivatkozva minősítette a keresztes esküt örökölhetőnek, vagyis apáról fiúra szállónak. 1198-tól fogva a pápa több kísérletet is tett a magyarok mozgósítására, de az Imre és András közötti trónviszály hosszú időre háttérbe szorította a keresztes hadjárat kérdését. Kristó Gyula szerint az 1199-es rádi csata után a fivérek kiegyezésében szerepelt a szentföldi hadjárat indításának kötelezettsége is; egy évvel később a testvérek közösen vették fel a keresztet, de a balkáni helyzet miatt indulásuk elodázódott.
1205-ös trónra kerülése után II. András energiáját a halicsi hadjáratok és az ország birtokviszonyait átalakító „új berendezkedés” kötötték le. A király már 1214-ben tervezhette a keresztes hadjáratot, erre utal a pápának írt egyik levele. Végül az 1216-os pápai felhíváskor látta elérkezettnek az időt keresztes fogadalmának teljesítésére; erről az ősz folyamán Dénes főesperes útján értesítette az egyházfőt. Steven Runciman összefüggésbe hozza a király döntését ama körülménnyel, hogy az év júniusában elhunyt Henrik konstantinápolyi latin császár. A gyermektelen I. Henrik utódjaként két jelölt jöhetett szóba: a császár sógora, Courtenay Péter, valamint II. András. A magyar király trónigénye második feleségére, Courtenay Jolánra, Courtenay Péter leányára és egyben a néhai császár unokahúgára támaszkodott. Bár a pápa végül Courtenay Pétert koronázta latin császárrá, II. András beleegyezett egy sereg felállításába a következő nyárra. Veszprémy László történész a bizánci korona mellett II. András motivációi között említi Magyarország külpolitikai nyitását és a magyar érdekek erőteljesebb érvényesítését a környező országokban. James Ross Sweeney ugyanakkor hangsúlyozza, hogy II. András már 1213-ban, az ötödik hadjárat hivatalos meghirdetése előtt az indulás határidejéről tárgyalt, ezért nem helyénvaló II. András bizánci trónigényét a hadjárat okai között említeni. Sweeny véleményét osztja Bárány Attila történész is.
A lateráni zsinat határozatának értelmében az egyházi jövedelmek egyházmegyénként beszedett huszadát a keresztes hadjáratra kellett fordítani, de ennek a magyar papság csak vonakodva, „szántszándékos rosszakarattal és nagy hanyagsággal” tett eleget. A hadjárat finanszírozásához II. András itáliai kereskedőházaktól vett fel hitelt, értékes ékszereket adott el, valamint lemondott az amúgy is megszállás alatt lévő Zára városáról. A király szentföldi tartózkodása alatt további kincseket – Gizella királyné drágaköves aranykoronáját és egy tihanyi kelyhet – tett pénzzé. Távolléte alatt Magyarország kormányzását Merániai János esztergomi érsekre bízta, Horvátország és Dalmácia helytartójának Pontius de Cruce templomos mestert tette meg. Halála esetére a pápa egyetértésével örökösének Magyarország élén elsőszülött fiát, Béla királyfit, Halics élén a másodszülött Kálmán herceget nevezte meg.
Akárcsak az egész keresztes sereg esetében, a magyar különítmény létszámát illetően sincsen megbízhatónak tekinthető korabeli forrás. Spalatói Tamás történetíró tízezres nagyságrendről számol be, de ebben a magyarok mellett benne foglaltattak a „szászok” is. Ők vagy az osztrák herceg német ajkú lovagjai, vagy a hadjárathoz csatlakozó erdélyi szászok lehettek. James Powell és Veszprémy László történészek a magyar és osztrák lovagsereg együttes létszámát négy-ötezer fősre becsülik. A magyar keresztesek között ott volt a győri és az egri püspök, a pannonhalmi apát, a kalocsai érsek, valamint a tárnokmester és a pohárnokmester. Kalán pécsi püspök betegsége miatt nem csatlakozhatott, de pénzzel támogatta a vállalkozást.
| Az ötödik keresztes hadjárat ismert magyar résztvevői | Az ötödik keresztes hadjárat ismert magyar résztvevői |
| --- | --- |
| - Bertold kalocsai érsek [elindult, de aquileiai érseki kinevezése miatt a hadjáratban nem vett részt] - Ampod fia Dénes, újvári ispán és tárnokmester - Csák nembeli Demeter, asztalnokmester - Csák nembeli Ugrin, királyi kancellár - Hontpázmány nembeli Tamás fia Sebes - Ják nembeli Belse - Kán nembeli László, lovászmester - Lőrinc, Agyasz országbíró fia, pohárnokmester | - Mojs nembeli Mojs, vasvári ispán - Nikcs nembeli Simon, váradi püspök - Péter győri püspök - Rátold ispán - Smaragdus pozsonyi ispán - Szák nembeli Barc fia Miklós - Tamás választott egri püspök - Uros pannonhalmi apát |

### A keresztes seregek útja a Szentföldre
A nyugat-európai keresztesek közül elsőként a frízek és a Rajna-vidékiek szálltak hajóra Vlaardingenben 1217. május 29-én. Korai indulásuk dacára lassan haladtak és hosszasan időztek az ibériai partoknál, ezért körülbelül egy év múltán kapcsolódtak csak be a szentföldi hadműveletekbe. A hozzávetőleg háromszáz hajóból álló fríz flotta útközben jelentősen – korabeli források alapján mintegy tizedével – megcsappant: egyik hajója például zátonyra futott, és a portugál partoknál kitört viharban is elsüllyedt három gálya. A hajóraj a Dartmouth–Brest–Estaca de Bares útvonalat követte, majd a portugál partok mentén hajózva július harmadik hetében érkezett meg Lisszabonba. A lisszaboni püspök kérésére I. Vilmos holland gróf és György wiedi gróf száznyolcvan hajóval egészen októberig maradt, s Alcácer do Sal ostroma révén bekapcsolódott a reconquistába. A frízek nyolcvan hajója ellenben folytatta útját; ők Civitavecchia kikötőjében teleltek át, hogy utána 1218. március 20-án bontsanak vitorlát, nagyszámú olasz keresztessel a fedélzeten.
1217 nyarának kezdetére hiába érkeztek francia lovagok az itáliai kikötőkbe, a tervekkel ellentétben még nem álltak rendelkezésre a katonák szállításához szükséges hajók. Július végén a pápa levelében a magyar királyt és az osztrák herceget tette meg a keresztesek vezetőjének, emellett elrendelte az összegyűlt keresztesek továbbindulását Ciprusra, csakhogy a szállítás problémája továbbra sem oldódott meg.
II. András eredetileg a szárazföldön akarhatott eljutni a Szentföldre, erről tanúskodik az 1217. január 30-án kelt pápai levél. A kedvezőtlenebb tengeri utat a király azután választotta, hogy a pápa nem őt, hanem Courtenay Pétert koronázta konstantinápolyi latin császárrá. II. András július elején kelt útra, Székesfehérváron és Zágrábon keresztül haladt, augusztus 23-án vonult be Spalatóba. Itt csatlakozott hozzá VI. Lipót osztrák herceg a csapataival. Az osztrák hercegnek szeptember elején sikerült egy kis hajóval tizenhat nap alatt eljutnia  Akkonba; a magyarok körülbelül két héttel később követték. II. András követei útján 1217. május 14. előtt tíz nagyobb hajó bérletéről kötött szerződést Pietro Ziani velencei dózséval; a szerződés szerint a velenceieket a tetemes bérleti összegen túl kereskedelmi kedvezmények is megillették. Spalatói Tamás tudósítása szerint a magyarok anconai és zárai hajókat is igénybe vettek a tengeri utazáshoz. A krónikás továbbá megjegyzi, hogy II. András király nem tudott elég hajót szerezni, ezért katonáinak egy része hazatért, mások a következő tavaszig várakoztak. Steven Runciman – szintúgy Spalatói Tamásra, továbbá a klosterneuburgi évkönyvekre és a Regesta Honorii Papae III. okmányjegyzékre hivatkozva – azt írja, hogy a magyaroknak mindössze két hajó állt rendelkezésére, ezért a sereg zöme hátramaradt, de Borosy András ezt az Akkonba érkező seregről „jelentősként” beszámoló krónikák fényében nem tartja valószínűnek.
A pápa július 24-i levelében a Szentföldre tartók szeptember 8-ára kitűzött, ciprusi gyülekezéséről tájékoztatta az ispotályosok nagymesterét. A magyar keresztesek október elejére érték el úti céljukat,  a ciprusi gyülekezőt időhiány miatt elvetették. I. Hugó ciprusi király a magyarokkal egy időben futott be az akkoni kikötőbe.

## Keleti események

### II. András magyar király keresztes hadjárata

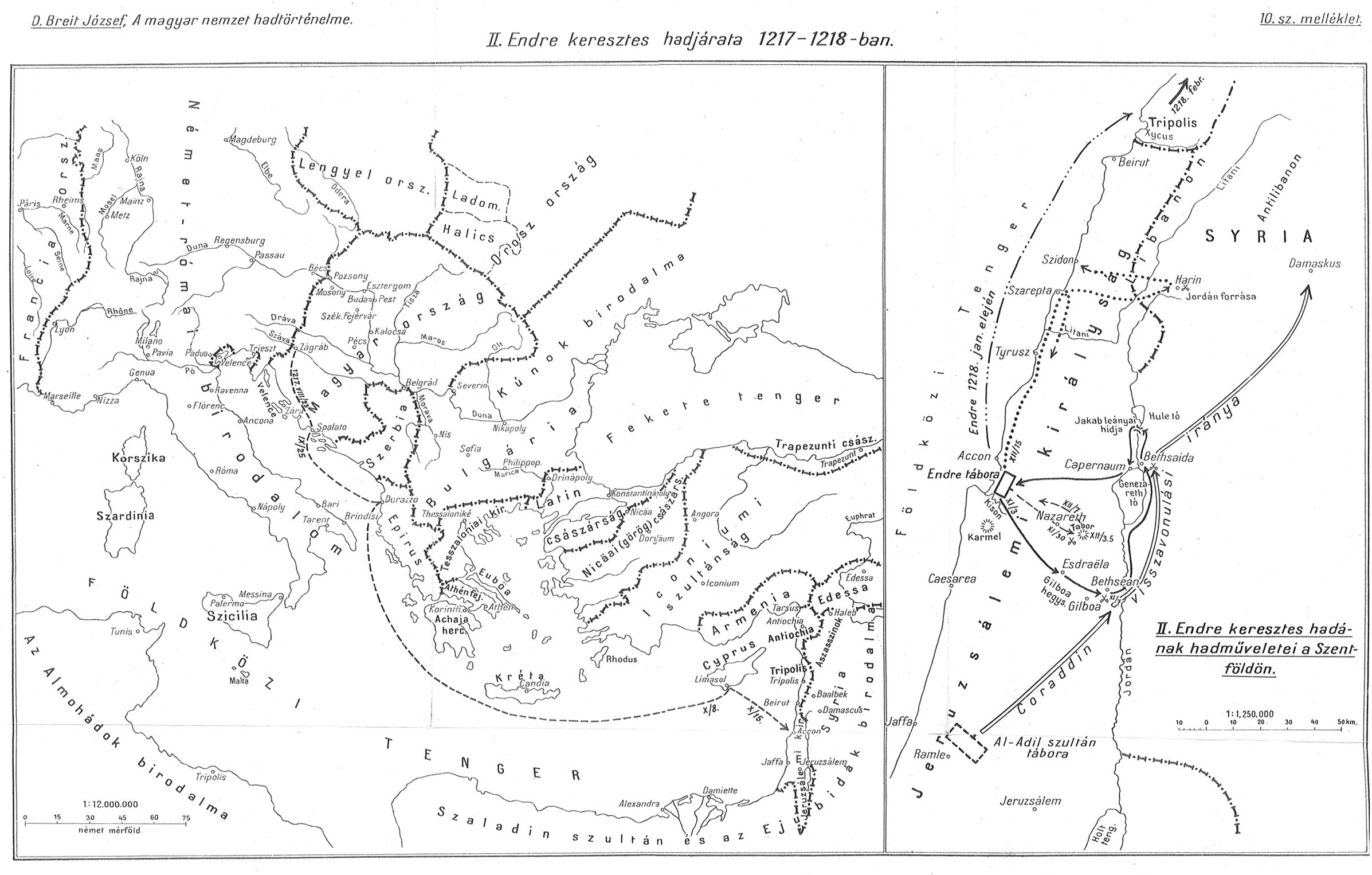
II. András hadjáratának útvonala

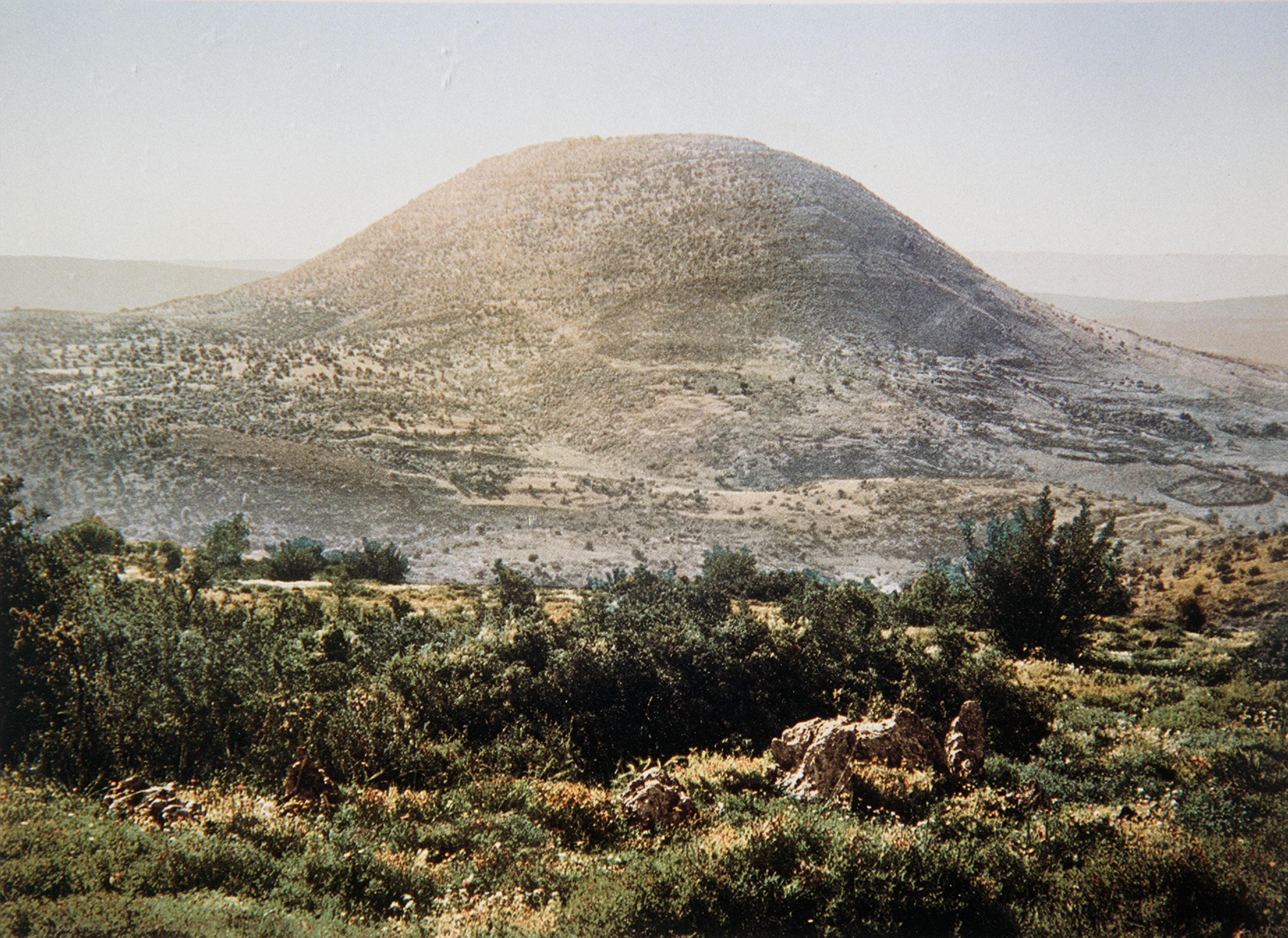
A Tábor-hegy, melynek várát a muszlimok nemsokára lerontották

Az első haditanácsot a keresztes vezetők és a három lovagrend nagymesterének részvételével II. András király sátrában tartották. Arra hivatkozva, hogy a rossz termés miatt nehéz az ellátmányozás, I. János jeruzsálemi király a hadjárat azonnali megkezdését javasolta. A keresztesek november 2-án indultak el Akkonból a jezréeli síkságon át Beiszan irányába. Szibt Ibn al-Dzsauzi arab történetíró összesen 15 000 főre teszi a létszámukat, Ibn Ajbak al-Davadári csak a lovasságot becsüli ennyire; a valóságban ennél kevesebben lehettek. A keresztények gyülekezésének hírére az egyiptomi szultán korábban kevés katonával Palesztinába vonult; de mivel nem számított a gyors támadásra, inkább kitért a Beiszanhoz közeledő keresztesek elől. A muszlim haderő ekkor kettévált: a szultán Adzslúnnál várakozott, hogy megakadályozhasson egy esetleges Damaszkusz elleni támadást; fia, al-Muazzam Ísza pedig Jeruzsálemet biztosította. A szaracénok elővigyázatossága felesleges volt: a keresztesek ugyan bevették és kifosztották Beiszant, utána november 4-én felderítették a tábori erőd környékét, de november 10-én átkeltek a Jordán folyón, a Galileai-tenger keleti partja mentén északnak tartva megkerülték Kafarnaumot, hogy végül Galileán át – arab források szerint Bánjász alól – visszakanyarodjanak Akkonba. A látszólag értelmetlen megmozdulás hátterében Veszprémy László azt feltételezi, hogy a keresztes vezetők csak az indulás után mérték fel azt, hogy a sereg alkalmatlan a döntő beavatkozásra. Az alexandriai pátriárkák története élelemszerzéssel magyarázza a vonulást; James Powell felderítésként értelmezi a novemberi akciót és megjegyzi, hogy minden bizonnyal már ekkor eltervezték a tábori erőd ostromát. A keresztények között nagy volt a széthúzás: a jeruzsálemi király magát tekintette a főparancsnoknak, a magyarok és az osztrákok ellenben II. Andrást, a ciprusiak I. Hugót, a lovagrendek tagjai pedig saját elöljáróikat fogadták el vezérnek.
Al-Ádil szultán ezenközben Adzslún alól Damaszkusz közelébe vonult, először a várostól körülbelül 70 km-re, ezután némileg közelebb, 30 km-re ütötte fel táborát.
Az első megmozdulást a Tábor-hegyen emelt muszlim vár lerombolására indított hadművelet követte. A kétezer fős helyőrséggel védett erőd stratégiai fontosságát az adta, hogy lehetővé tette az Akkonból a Galileai-tenger irányába futó utak ellenőrzését. A december 3-án, a lovagrendek megvárása nélkül indított első roham nem volt sikeres, ahogy a második, immáron a lovagrendekkel együtt megkísérelt roham sem. János jeruzsálemi király és Bohemund antiochiai fejedelem az ostrom felhagyása mellett foglaltak állást: nem akarhatták lekötni a keresztesek minden erejét a nehezen bevehető Tábor ostromával, egyben kitenni a sereget annak a veszélynek, melyet az egyiptomi főhad jelentett. A keresztesek december 7-én visszavonultak Akkonba; a hadműveletben II. András és I. Hugó valószínűleg nem vett részt. Felismervén nehezen védhetőségét, a Tábor-hegyi várat a szaracénok néhány hónappal később kiürítették.
Újév környékén egy körülbelül ötszáz fős magyar csapat II. András engedélye nélkül, vélhetően Dénes tárnokmester vezetésével behatolt a Bekaa-völgybe. Az arab krónikák alapján ekkor nagyobb keresztes had táborozott Bánjász közelében, megfordultak Beaufort várának vidékén is. Ebből a seregből váltak ki a magyarok. A hideget és a havas, viharos időt kihasználva a helyi arabok rajtaütöttek az egységen a Libanoni-hegységben fekvő Dzsazzín környékén. A súlyos veszteségeket szenvedő különítménynek vissza kellett fordulnia. Abu Sáma arab történetíró szerint a csapatot „a magyar király unokaöccse” vezette, és mindössze hárman maradtak belőle életben.
A magyar király és a ciprusi király ekkor Tripoliszban tartózkodott IV. Bohemund antiochiai fejedelem és Lusignan Melisenda jeruzsálemi királykisasszony esküvőjén. Tripoliszból a magyar uralkodó látogatást tett a johanniták két legjelentősebb erődítményébe, Margatba és Kerakba. A látogatások hatására II. András jelentős adományokban részesítette az ispotályosokat. 1218. január 10-én a ciprusi király hirtelen elhunyt; a ciprusi korona csecsemőkorú kisfiára szállt. Az I. Hugó életét követelő kórságban II. András király is megbetegedett – Spalatói Tamás krónikája alapján elképzelhető, hogy megmérgezték. Betegsége, valamint annak belátása, hogy a rendelkezésére álló haderő nem elegendő a döntő mértékű beavatkozásra, hazatérésre sarkallták a magyar királyt. A jeruzsálemi pátriárka sikertelenül próbálta eltéríteni őt szándékától: II. András elhatározását a kiközösítés kilátásba helyezése sem másította meg. A magyarok szárazföldi úton mentek haza: a Tripolisz–Antiochia–Örményország–Konstantinápoly útvonalon haladtak; átvonulásukat a török területeken a szeldzsuk szultán engedélyezte. Az út során a király aktív diplomáciát folytatott: tárgyalt a különböző államok vezetőivel, házassági szerződéseket kötött. András herceg számára Izabella örmény királykisasszony, Béla hercegnek pedig Laszkarisz Mária nikaiai császári hercegnő kezét kérte meg, míg Mária hercegkisasszonyt az újdonsült bolgár cárnak, II. Iván Aszennek ígérte oda.
A magyar keresztesek közül nem tért haza mindenki a királlyal: Damietta ostromakor magyar főpapok is elestek – a 14. századi Annales Reinhardsbrunnenses két halottról, feltehetően a győri és a váradi püspökről tud. Az egri püspök csak 1219-ben jött vissza a Szentföldről.
VI. Lipót osztrák herceg nem követte II. András példáját, folytatta a hadjáratot; ennek fedezésére ötvenezer bizánci aranyat kellett kölcsönkérnie I. Embriaco Guidó gibeleti hűbérúrtól. Segítségével a jeruzsálemi uralkodó megerősítette Caesareát, miközben a templomos lovagok Haifa és Caesarea között, az atliti parton felépítették a Zarándokok várát (castrum Perigrinorum).

### Damietta ostroma

#### A lánctorony és a pápai legátus
A fríz–rajnai flotta első része 1218. április 26-án, a Lisszabonban telelő hajóraj két héttel később futott be Akkonba; és hírek érkeztek a francia keresztesek gyülekezéséről is. I. János király tanácsot tartott az utánpótlás hasznosításáról: szem előtt tartva Oroszlánszívű Richárd angol király és a lateráni zsinat javaslatát Egyiptom legyőzéséről, a tanács a Nílus deltájában található Damietta kikötőjének elfoglalásáról határozott. Jacques de Vitry akkoni püspök a pápának küldött levelében azzal indokolta a Jeruzsálem helyett Damietta elleni hadműveletet, hogy egyrészt a palesztinai tavasz forró és száraz, másrészt hogy Damietta jelenti a kulcsot Egyiptomhoz. Hans Gottschalk történész kutatása alapján a damiettai ostromot az anatóliai Rúmi Szultánsággal kötött szövetség előzte meg: I. Kaj Kávusz rúmi szultán saját aleppói és mezopotámiai érdekeit szem előtt tartva támogatta a keresztes vállalkozást Egyiptom ellen abban a reményben, hogy a damiettai akció leköti az egyiptomiak figyelmét és haderejét. A rúmi szeldzsukok júniusban rohamozták meg Aleppót, támadásukat azonban már augusztusban elbuktatta al-Asraf sikeres ellenállása. A rúmi szövetség nem hozta meg a kívánt eredményt egyik félnek sem.

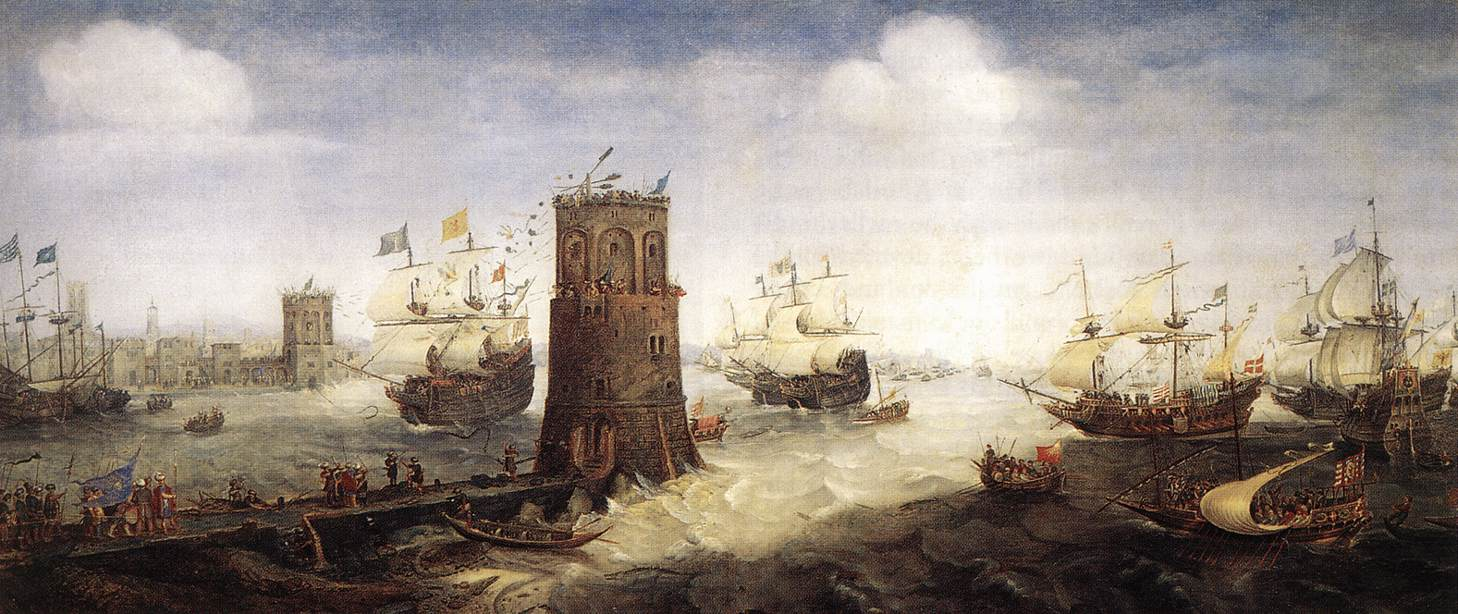
Damietta ostroma Cornelis Claesz van Wieringen holland festő képén

Május 24-én a jeruzsálemi király parancsnokolta keresztesek útra keltek Akkonból. Atlitban erősítést vettek fel, a hirtelen beállt szélcsend miatt azonban csak néhány hajó tudta elhagyni a kikötőt és elérni Egyiptomot. Május 27-én érkeztek meg a Nílus torkolatához, de – magas rangú tiszt híján – a katonák nem gondoltak a partraszállásra, hanem az Atlitban maradtakat akarták megvárni. Hogy azok két nap múltán sem tűntek fel a láthatáron, Eustorgius nicosiai érsek tanácsára a katonák III. Simon saarbrückeni grófot kiáltották ki vezérüknek, és a folyó torkolatáról nyugatra partra szálltak, majd megkezdték a terep felderítését. Alig ütköztek ellenállásba; ráadásul pár nap múltán a jeruzsálemi király, az osztrák herceg és a három lovagrend nagymestere is megérkezett a derékhaddal. Az Eracles krónika tanúsága szerint a keresztesek a jeruzsálemi királyt választották fővezérüknek. Táborukat a nyugati parton, a várossal szemközt állították fel.
A tengerparttól két mérföldre, a Nílus keleti partján fekvő Damiettára földrajzi elhelyezkedésének köszönhetően csak a szárazföldről és a víz felől egyszerre indított támadás jelenthetett veszélyt. A Nílus fő ágának hajózhatóságát a víz fölött kifeszített és egy toronyhoz erősített lánc, valamint a lánc mögötti csónakhíd akadályozta. A keresztesek ezért a nyugati parthoz közel eső szigeten álló erődtornyot tűzték ki támadásuk első célpontjául.
Az egyiptomi szultán az országa elleni hadjáratról értesülvén Szíriában gyűjtött sereget, míg fia, al-Kámil egyiptomi alkirály az egyiptomi fősereggel Damiettától néhány mérföldre, al-Ádilíjánál táborozott – a keresztes állások megtámadásához nem volt elegendő embere, de a damiettai tornyot megerősítette. A június végén indított első keresztes roham a torony ellen nem járt sikerrel, ahogy az ezt követők sem. Augusztus 24-én délután újabb ostromba kezdtek; az ekkor bevetett új ostromgépezetnek köszönhetően körülbelül egy nap leforgása alatt sikerült megvetniük lábukat a gáton és behatolniuk az erődbe, amelynek helyőrsége hosszú küzdelem után megadta magát. A lánc elvágása és a csónakhíd felszámolása után a keresztes hajók akadálytalanul feljutottak Damietta falai alá, de a város megtámadása helyett további erősítésre vártak. A frízek és a németek egy része hazatért ugyan, de tudni lehetett, hogy a Pelagius Galvani pápai legátus vezette, közel egy éve várakozó pápai hadsereg elhagyta Itáliát. A legátus alárendeltjei között ott volt Courçoni Róbert is. Szeptember közepén érkeztek meg a keresztesek damiettai táborába. Bár eredetileg a különböző nemzetiségű keresztesek közötti ellentétek elsimítása és az egység megteremtése lett volna a feladata, a legátus személye és jelenléte hatalmi viszálykodást szított: Pelagius Galvani a pápa személyes megbízottjaként nem volt hajlandó engedelmeskedni a had vezetőjéül megválasztott jeruzsálemi királynak, és egyházfiként – a körülményekből fakadóan óhatatlanul – beleavatkozott a katonai ügyekbe is.

#### Állóháború, béketárgyalások és Damietta eleste
Októberben az időközben egyiptomi szultánná lett al-Kámil erősítést kapott, ám a keresztesek meghiúsították mindkét próbálkozását a táboruk ellen. A hónap végén befutott a francia és angol katonákból álló utánpótlás, de ekkorra a harcok csitultak a két fél saját belső nehézségei miatt: a szaracénok először a szultán halála miatt késlekedő erősítésre, azután a damaszkusziak ígérte segítségre várták, miközben a keresztények csatornaásással próbálkoztak, majd a tábort elöntő árvízzel küzdöttek. Az árvizet szokatlanul kemény tél, valamint a muszlimok és keresztesek között egyaránt áldozatokat szedő járvány követte. Flottájuk segítségével az egyiptomiak továbbra is megakadályozták az ellenség hajóinak feljutását a folyó felsőbb folyására.

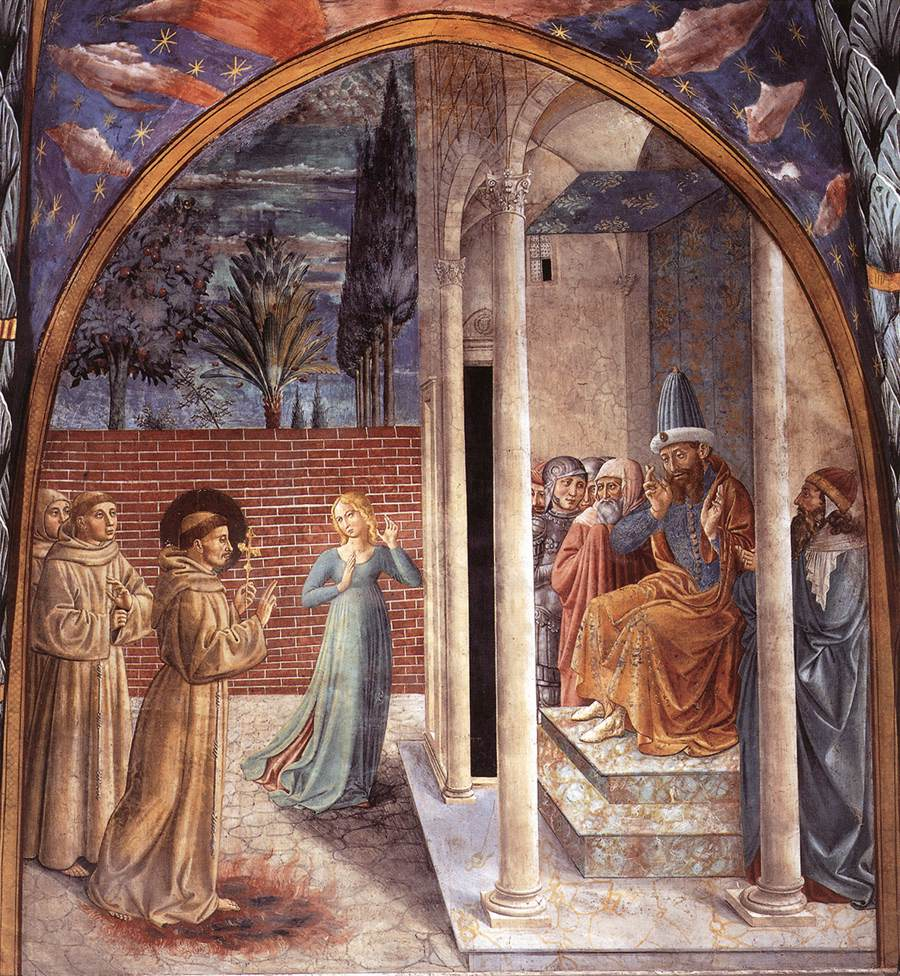
Assisi Szent Ferenc az egyiptomi szultán előtt (Benozzo Gozzoli, 1452)

1219 februárjában al-Kámil egyiptomi szultán tudomást szerzett egy, a megbuktatására szőtt összeesküvésről. Az életét féltő szultán elmenekült, seregén pánik uralkodott el, a harcosok otthagyták állásaikat és szétszóródtak. A keresztesek ezt kihasználva február 5-én elfoglalták az egyiptomiak táborhelyét és elvágták Damiettát a külvilágtól. A helyzetet azonban nem sikerült ennél jobban a maguk javára fordítaniuk: a testvérétől segítséget kapó al-Kámil szultán csakhamar visszatért. Az Eracles krónika elbeszélésében a szultán már ekkor tárgyalásokat kezdeményezett a keresztényekkel, de azok nem fogadták el a feltételeket. A két ellenséges sereg egész tavasszal és nyáron sakkban tartotta egymást. A keresztény krónikák tanúsága szerint Assisi Szent Ferencnek a szultánnál tett békelátogatása után nem sokkal, szeptemberben a felek rövid fegyverszünetben állapodtak meg, a további békefeltételekről azonban nem bocsátkoztak tárgyalásokba.
A tavasszal és nyáron zajló kisebb-nagyobb összecsapásokban többek között Guillaume de Chartres templomos nagymester és IX. Hugó lusignani úr is meghalt a keresztesek részéről. VI. Lipót osztrák herceg már májusban hazautazott, példáját a fegyverszünet megkötése után jelentős számú keresztes követte. Damietta lakosságát ugyanekkor betegség tizedelte, és a város tarthatatlanságával tisztában levő al-Kámil szultán októberben „pontosította ajánlatát”: az Egyiptombóli kivonulásért cserébe átadja a kereszteseknek a Szent Keresztet, Jeruzsálemet, Palesztina középső részét és Galileát, a Jordánon túli terület várait (Kerakot és Montréalt) pedig a szultán adófizetés ellenében tartaná meg. I. János jeruzsálemi király, a jeruzsálemi, az angol, francia és német bárók az ajánlat elfogadását, Pelagius Galvani és a jeruzsálemi pátriárka, a lovagrendek és az olaszok annak elutasítását javasolták. A szultáni békeajánlat megítéléséhez hozzátartozik, hogy Jeruzsálem és a galileai várak védművét a muszlimok tavasszal lerombolták, és bár a jeruzsálemi falak újjáépítésének költsége szerepelt a szultán ajánlatában, a Jordánon túli területek nélkül Jeruzsálem lényegében tarthatatlan lett volna. Ráadásul a Szent Kereszt még Szaladin idejében eltűnt, és azóta sem bukkantak a nyomára. Az elmérgesedett vitából a pápai legátus került ki győztesen, ezért nem kötöttek békét a szultánnal.
1219. november 5-én a keresztesek, miután nem láttak védőket a falakon, megrohamozták és elfoglalták Damiettát; a betegségben legyengült egyiptomi katonák alig tanúsítottak ellenállást. A város elestének hírére a szultáni had a mai Manszúráig húzódott vissza. János király a Jeruzsálemi Királyság számára követelte a Damiettát, Pelagius Galvani viszont a keresztények és az egyház birtokának nyilvánította azt, és nem hagyta, hogy a király bármiféle irányítást gyakoroljon fölötte. Kisebb összezördülések után a legátus a pápai döntés megérkeztéig ideiglenesen elismerte I. János igényét Damiettára. III. Honoriusz már a jeruzsálemi király távozása után ismerte el a legátus fennhatóságát egyházi és világi ügyekben egyaránt.

### A kairói hadjárat
Damietta eleste után nem sokkal, november 23-ára keresztény kézre került a közeli Tanisz is, miután a város helyőrsége dezertált. Az egyiptomiak Talha település mellett erődöt – a mai Manszúra városát – építettek a Nílus partján, ott szándékozták feltartóztatni a kereszteseket, csakhogy azok – abban bizakodva, hogy a hadjárathoz való csatlakozást minduntalan hangoztató II. Frigyes német király végre teljesíti ígéretét – tétlenül várakoztak. 1220 februárjában I. János jeruzsálemi király a pápa beleegyezésével otthagyta a sereget, hogy az előző év nyarán megürült örmény trónra formált igényét érvényesítse. Az örmény koronáról végül le kellett mondania, Egyiptomba viszont nem ment vissza. Később a templomos lovagok is eljöttek Damiettából, mivel a damaszkusziak megtámadták atliti erődjüket.
A II. Frigyes jöveteléről szóló híresztelésekre válaszul al-Kámil szultán szárazföldi és tengeri had toborzásába fogott. 1220 nyarán az Alexandria közelében felszerelt hajóhad Küprosz magasságában megsemmisítő vereséget mért a nyugati hajókra. Az Eracles szerint a legátus nem gondoskodott a hajózási útvonalak megfelelő védelméről, ezért számos zarándok vesztette életét a szaracénok támadásaiban, melyeket a Damietta és a szír, illetve ciprusi kikötők között közlekedő keresztény hajók ellen intéztek.
1221 kora tavasszal az immáron német-római császárrá koronázott II. Frigyes I. Lajos bajor herceg vezénylete alatt ötszáz lovagot indított útnak a Szentföldre. Pelagius Galvani és a bajor herceg júniusban az előrenyomulás mellett döntöttek, figyelmen kívül hagyva az al-Muazzam Ísza és al-Asraf vezette szír, illetve dzsazírai seregekről szóló híreket. Pápai utasításra a jeruzsálemi király ismét csatlakozott a keresztes hadhoz, mely július 17-én indult el Damiettából az egyiptomi főváros felé. Az ellenség jövetelének hírére Kairó ó- és újvárosának lakosait evakuálták.
A Kairó ellen vonuló sereg nagyságáról nincs megbízható, pontos adat. A keresztes hadnak számottevő része maradt Damietta alatt a település védelmére – muszlim források a hátramaradottakat 90 000 főre teszik. Paderborni Olivér a csatába indulók között 1200 lovast, 4000 íjászt és 630 hajót sorol fel, ám a gyalogság létszámáról nem közöl becslést.
A keresztesek a folyó keleti partján haladva július 20-án vagy 21-én elfoglalták a kiürített Sarimsát. Július 24-én tábort vertek valamivel Manszúra előtt, a településsel ellentétes oldalon, az egymástól szétváló damiettai ág és a Bahr asz-Szagír mellékág alkotta közben. A szír, dzsazírai és egyiptomi had augusztus elején egyesült; a hó tizedik napján a Nílus damiettai ágának egyik mellékcsatornáján lehajózva elvágták ellenségük szárazföldi és vízi összeköttetését Damiettával. A keresztesek kénytelen voltak visszavonulót fújni, de a muszlimok augusztus 26-án megnyitották az áradó Nílust kordában tartó zsilipeket, és a folyó elárasztotta a keresztesek menekülési útvonalát. A szaracénok az ellenséges hajók többségét elfogták, a keresztes fősereg teljesen kiszolgáltatott helyzetbe került, a menekülni próbálók közül sok ezren vesztek oda.
A szituáció reménytelensége láttán a pápai legátus békekövetet küldött az egyiptomi uralkodóhoz. Al-Kámil szultán Damietta és a többi egyiptomi keresztes terület feladását, valamint nyolc évre szóló, a német-római császár által is megerősített fegyverszünetet szabott feltételként. Ellenfeleivel nagylelkűen bánt, a keresztény katonáknak ingyen élelmet küldött. Damietta átadásáig egyiptomi részről a szultán egyik fia és több emír szolgáltak biztosítékként, a keresztesek részéről a jeruzsálemi király, a bajor herceg, a lovagrendek nagymesterei és még tizennyolc egyházi és világi előkelő került túszként a szultánhoz. A keresztesek szeptember 8-án kivonultak Damiettából és átadták azt az egyiptomiaknak. Paleariai Vilmos és Enrico Pescatore, akik már a hadjárat közben érkeztek a német-római császár küldöttségében, megpróbálták megakadályozni a település átadását, ám végül kénytelenek voltak belátni a kiúttalanságot. Damietta feladása és a keresztesek visszavonulása jelentette az ötödik keresztes hadjárat végét.

## Következményei
A vereséggel végződött ötödik keresztes hadjárat eloszlatta az Egyiptom megtámadásához és leigázásához fűzött keresztény reményeket. Amellett, hogy súlyos csapást mért a keresztes mozgalom erkölcsi hátterére, a kudarc a keresztes hadjáratok ellenzőinek egyik érvévé vált. Maga a keresztes mozgalom ugyan nem veszített népszerűségéből, de az egyház részvételét a szervezésben kritikával illették; II. Frigyes német-római császár ezt igyekezett is kihasználni és kivenni a keresztes hadjáratok irányítását a pápa kezéből. A muszlim világban „a nyugati keresztényektől való félelem felkeltette az iszlám fanatizmus új hullámát.” Egyiptomban a szultán szigorított rendelkezéseket vezetett be az ország keresztényei ellen; magas adókat vetettek ki rájuk, templomaikat bezárták.
III. Honoriusz pápa II. Frigyesnek írt leveléből kiderül: a pápa úgy tartotta, mindenki őt okolja a kudarcért, ezen kívül az egyházfő magát hibáztatta amiatt, hogy folyamatosan haladékot adott a német-római császárnak az indulás odázására. A császár és a pápa egyetérteni látszottak abban, hogy a bűnbakká válás elkerülésének legjobb módja egy új hadjárat indítása.
James M. Powell véleménye szerint II. Frigyes német-római császár az ötödik keresztes háborúban elszenvedett vereségből okulván sokkal nagyobb szerepet szánt a diplomáciának és a tárgyalásoknak saját, hatodik keresztes háborújában.
Az ötödik keresztes hadjárat utolsó éveivel (1219–1221) egy időben zajlott a mongolok első hadjárata a közép-ázsiai iszlám államok ellen. An-Nászir abbászida kalifa segítséget kért a mongolok ellen a Dzsazírát kormányzó al-Asraftól, de az a mongol és a keresztes fenyegetés közül az utóbbit ítélte súlyosabbnak, és haderejét a mongolok helyett a keresztesek ellen vetette be fivére, al-Kámil oldalán.

### Magyar vonatkozások
Hazatérvén az egyébként jellemzően bőkezű II. András nem jutalmazta meg a hadjárat résztvevőit. A király távollétében az ország vezetésével megbízott János esztergomi érsek nem tudta fenntartani a rendet; a nagyurak fogságba vetették, majd kiűzték őt az országból. Amikor II. András visszaérkezett Magyarországra, saját szavai szerint „nem Magyarországot, hanem egy elgyötört, feldúlt és minden kincstári jövedelmétől kifosztott [országot] találtunk […].” Az uralkodó 1219-ben kelt, III. Honoriusz pápának írt levelében az országban uralkodó felfordulással magyarázta a keresztes hadjárat befejezését: „Azután, mikor már a tengerentúli részeken a vállalt zarándoklat szolgálatában időztünk, gyakori hírnökök által kétséget kizáróan megtudtuk, hogy országunkban kimondhatatlanul elburjánzott a széthúzás veteménye. Ezért ekkora veszedelemtől és ennyi gonosz hírtől megrendülve, országunk kereszténységének fiatal ültetvényét megrontani nem tűrhetvén, szorongattatva, kényszerből és nem szívesen elhagytuk a Szentföldet.”
A közhiedelemmel ellentétben II. András nem vette fel a jeruzsálemi királyi címet – erre nem is lett volna jogalapja. Az utókor adományozta „jeruzsálemi” jelzőt Werbőczy István kodifikálta a Tripartitumban, „amikor az Aranybullát kiadó királyról meleg szavakkal emlékezik meg: »Azután […] győzedelmes András király […] akit Jeruzsáleminek nevezünk, azután, hogy jeruzsálemi hadjáratáról, melyet a szaracénok ellenében a katolikus szent hit védelmére, a magyaroknak tömérdek seregével indított, s szerencsésen visszatért […].«”
Veszprémy László feltételezése szerint az ötödik keresztes hadjárat közvetetten hatott Magyarország hadászatára: a magyarok a lovasság és a gyalogság kombinatív alkalmazása mellett a számszeríj használatát, továbbá a szentföldi keresztes várépítészetet is megfigyelhették és tanulmányozhatták.

## Megítélése
A keresztes hadjárat európai kortársai egyöntetűen Pelagius Galvani legátust, III. Honoriusz pápát és a hadjárathoz fogadalma ellenére sem csatlakozó II. Frigyes német-római császárt hibáztatták.
A modern kori történészek közül Steven Runciman véleménye szerint az ötödik keresztes hadjáratban a keresztesek „nagyon közel álltak a sikerhez. Ha lett volna a keresztény seregnek egyetlen, bölcs és mindenki által tisztelt vezére, elfoglalhatták volna Kairót is, és megsemmisíthették volna az ajjúbidák egyiptomi hatalmát.” Runciman főként a keresztes vezetők alkalmatlanságát és egymással való viszálykodását okolja a kudarcért. Hans Eberhard Mayer a damiettai expedícióban az egyház utolsó kísérletét látja arra, hogy egymaga szervezzen és irányítson egy keresztes hadjáratot. „Gyászos végéért” egyértelműen Pelagius legátust teszi felelőssé. Mayerhez és Runcimanhoz hasonlóan Thomas Van Cleve is az erőskezű, mindenki által elismert vezető hiányának és a pápai legátusnak tulajdonítja a „katasztrofális véget”.
Történészkollegáitól eltérő álláspontot képvisel James M. Powell: ő úgy gondolja, hogy bár a vezetők rossz döntései sem elhanyagolhatóak, de nagyrészt a szűkös anyagi és emberi erőforrások okozták a háború elvesztését. A vezetés problémája Powell szerint nem egyszerűen az egyéni képességekben vagy alkalmasságban, hanem a keresztes had struktúrájában és általánosságban a középkori társadalomban gyökerezett: a keresztesek elsősorban nemzetiségi alapon, harcmódnak megfelelően szerveződtek csoportokba, és mindegyik csoportnak megvolt a maga vezetője. Az irányításért felelős haditanács a nagyobb egységek vezetőiből, a legrangosabb nemesekből, a klérus tagjaiból és olykor közönséges lovagokból tevődött össze. Tagjai a hazatérésekkel és újonnan érkezésekkel gyorsan cserélődtek, az állandóságot főként a legátus, I. János jeruzsálemi király, a lovagrendek nagymesterei és a jeruzsálemi pátriárka jelentették. Nekik azzal a kihívással is meg kellett küzdeniük, melyet a hadsereg folyamatosan változó összetétele és mérete jelentett.

### A magyar részvétel
A kortárs nyugati történetírók felháborodtak a magyar király gyors visszatérésén: Paderborni Olivér, Jacques de Vitry, Vincentius Bellovacensis és a klosterneuburgi évkönyvek írói is kedvezőtlen színben tüntetik fel II. Andrást és időnek előtti, „szégyenteljes hazatérését”. Ez a szemlélet áthagyományozódott a keresztes háborúkat feldolgozó munkákra is, melyek eredménytelennek tartják a magyarok részvételét az ötödik keresztes hadjáratban. A legtöbb történeti munkában rendszerint azt jegyzik meg, hogy a magyarok ereklyékkel megrakodva tértek haza. Steven Runciman a keresztes háborúkról szóló monumentális művében kijelentette, hogy „[II. András] keresztes hadjáratának nem volt semmilyen eredménye.”
II. András keresztességéről a hazai krónikák szűkszavúan, ámde elismerően számoltak be. A magyar historiográfia viszont hagyományosan a nyugati krónikásokhoz és történészekhez hasonlóan, negatívan értékelte a király vállalkozását; az uralkodó szerepéről elítélően vélekedett például a századfordulón Marczali Henrik és később Hóman Bálint is. Hóman az egész hadjárat kudarcáért a magyar királyt okolta: „A nagy garral indított hadjáratnak nemcsak eredmény, hanem minden komoly hadművelet nélkül végeszakadt. […] A hadjárat mégis kudarcba fulladt s a felelősség érte kétségtelenül Endrét terhelte. Szentföldi viselkedése nyilvánvalóvá teszi, hogy a komoly harc nem is volt szándékában.” Egyedül a barokk korban fogalmazódott meg néhány kedvező vélemény: Werbőczy István és Révay Péter koronaőr is elismeréssel említik a királyt, akárcsak Zrínyi Miklós, aki egyébként Antonio Bonfini nyomán tévesen a damiettai kudarc utánra tette a király hazatérését. Werbőczy azért méltatta az uralkodót, mert szerinte épségben hozta haza a magyar sereget.
A külföldi szakirodalomban elsőként René Grousset francia történész szakított a magyar részvétel évszázados megítélésével; egy cikke szerint az általa „magyarok hadjáratának” nevezett első szakasz készítette elő az 1218. évi egyiptomi hadjáratot és Jeruzsálem visszaszerzését a hatodik keresztes hadjáratban. Később James Ross Sweeney és James Powell történészek tettek kísérletet a magyarok szerepének átértelmezésére. Sweeney a magyarok bekapcsolódását annak jeleként látja, hogy az ország rendelkezett az egy évszázaddal korábbi első keresztes hadjáratra vállalkozó nyugati országok stabilitásával és intézményi hátterével. Powell az első szakasz eredményének tudja be a muszlimok helyzetének elbizonytalanodását északon, és a második szakasz „hasznos előkészületének” nevezi II. András és VI. Lipót tevékenységét. Veszprémy László a magyarok részvételével zajló első szakaszt nem értékeli egyértelműen negatívan. Meglátása szerint „a magyarok észak-palesztinai vonulása nem volt eredménytelen, megnövelte a keresztény államok biztonságát, hozzájárult Tábor várának véráldozat nélküli visszaszerzéséhez, s előkészített egy későbbi, Szíria és Egyiptom elleni kombinált támadást.” „A hadjárat egyik legnagyobb eredményét abban látjuk, hogy nagyobb veszteségek nélkül vettek részt a szentföldi harcokban, s a király a több ezer kilométeres úton biztosította serege ellátását és azt épségben haza tudta vezetni – legalábbis veszteségekről nem tudunk. Persze csak akkor tekinthetjük ezt eredménynek, ha egy hadjárat sikerét nem a hősi halottak számában mérjük.” Veszprémy az ötödik keresztes hadjárattal kapcsolatban hangsúlyozza, hogy a nyugat-európai vezetők nagyon rövid időt – átlagosan egy évet – töltöttek a Szentföldön: folyamatos cserélődésük és a tapasztaltak hazamenetele hátrányosan érintette a kereszteseket. A hadjárat értékelhető annak demonstrálásaként is, hogy Magyarország a keresztény világ szerves része.
Az arab történetírók elsősorban az Egyiptom elleni támadásokra helyezték a hangsúlyt műveikben; az 1217–18-ban zajló első szakasz eseményeit nyolc krónika részletezi hosszabban, ezek közül háromban II. András az első támadás vezéreként szerepel.

## Érdekességek
- Az ötödik keresztes hadjárathoz kötődik a „Messze van, mint Makó Jeruzsálemtől” közmondás. Szirmay Antal szerint a mondás onnan ered, hogy a magyarok Makó nevű vitéze felöntött a garatra, és Spalatót megpillantván részegségében azt hitte, már Jeruzsálemben van.[130]
- A Képes krónika elbeszélése szerint II. András király többek között a következő ereklyékkel tért haza Magyarországra: Szent István első vértanú és Szűz Szent Margit koponyája, Tamás és Bertalan apostolok jobb keze, Áron vesszeje és a kánai menyegzőn használt hat korsó egyike.[131]
- A Damiettát ostromló keresztesek között több hamis prófécia keringett: a leghíresebb a keresztények győzelmét, két király eljövetelét, az iszlám végső bukását és az utolsó ítéletet ígérő Prophetie de Hannan, fils d’Isaac.[132]